# مأمون الأول بن محمد
أبو علي مأمون بن محمد المعروف بمأمون الأول (تُوفي عام 997 م) كان حاكمًا لخوارزم من عام 995 حتى وفاته عام 997 م. وكان مؤسس الدولة المأمونية، التي استمرت من عام 995 حتى عام 1017 م.
كان مأمون في الأصل حاكمًا سامانيًا لجنوب خوارزم، وعاصمته في غرغانج. وفي عام 995 م، غزا شمال خوارزم وخلع آخر شاه (حاكم) أفريغي أبي عبد الله محمد (الذي كان أيضًا تابعًا سامانيًا)، وبذلك وحّد الإقليم تحت حكمه، وأصبح اسمه يُعرف بالمأموني الذي استمر في السلطة لثلاثة عقود. كان له ولدان هما: أبو العباس مأمون، وأبو الحسن علي. وعند وفاته عام 997 م، خلفه ابنه أبو الحسن علي.